# World Vision International

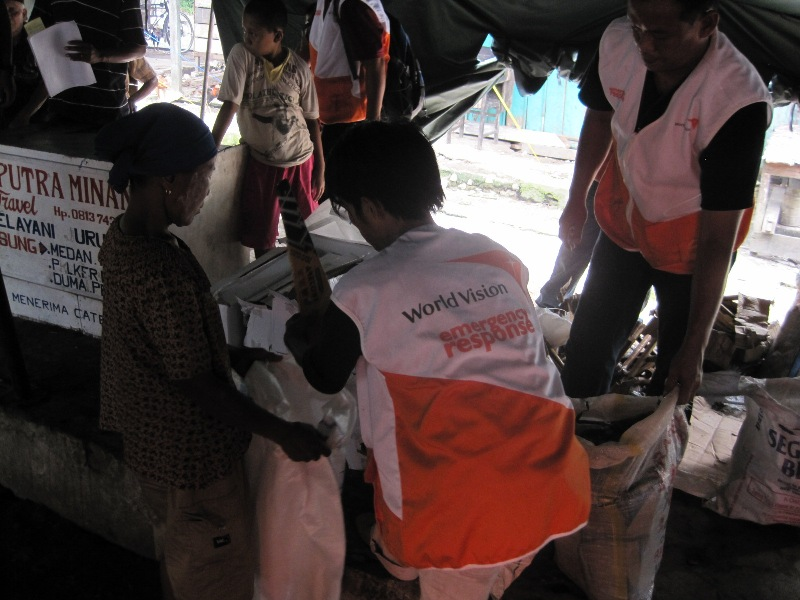
Volontari della World Vision International al lavoro in Indonesia

World Vision International è un'organizzazione cristiana nata negli Stati Uniti d'America nel 1950 ad opera di Robert Pierce.

## Storia
Il primo scopo di questa ONLUS fu quello di assistere i bambini rimasti orfani in seguito agli avvenimenti della guerra di Corea. A questo periodo seguì una fase di espansione in seguito alla quale World Vision sviluppò uffici nazionali in 48 stati, che sono articolati secondo un sistema centralista e il cui raggio di azione comprende 97 Paesi. È osservatore presso organizzazioni come l'Organizzazione mondiale della sanità e UNICEF.
È finanziata da donazioni e da sussidi pubblici. Conta 40'000 lavoratori dipendenti e si avvale dell'aiuto di oltre 220'000 volontari. È piuttosto nota la sua pratica di proporre ai potenziali donatori di trasformarsi in sostenitori regolari di singoli bambini in Paesi poveri; questa forma di sostegno viene talvolta chiamata adozione a distanza.